# Синђелићи (5. сезона)
Пета сезона серије Синђелићи је емитована од 8. априла до 12. јула 2019. године на кабловском каналу Суперстар ТВ и броји 70 епизода. У јесен исте године била је емитована и на Првој ТВ.

## Опис
Синђелићи се суочавају са Гојковом и Терезином везом и са променама код Методија и Еве. Риста и Касија су сада млади људи у потрази за послом. Језда и Јефимија су добили дете. Федорова сестра Светлана се удала за Јефимијиног брата Данка.
Михаела Стаменковић и Сека Саблић су се придружиле главној постави на почетку сезоне. Анета Томашевић је унапређена у главну поставу на почетку сезоне.

## Улоге

### Главне
- Војислав Брајовић као Сретен Синђелић
- Бранка Пујић као Добрила Синђелић
- Борис Комненић као Јездимир Синђелић
- Анета Томашевић као Јефимија Јевремовић
- Горан Радаковић као Федор Ристић
- Михаела Стаменковић као Светлана Ристић
- Сека Саблић као Госпођа Дивна
- Драгана Мићаловић као Касија Тркуља
- Лука Рацо као Ненад Ристић
- Јелена Косара као Тереза Стоименов
- Милош Кланшчек као Гојко Синђелић
- Немања Павловић као Коља Синђелић

### Епизодне
- Лука Цмиљанић као Петар Лазаревић
- Теодора Илић као Весна Лазаревић
- Марко Кизић као Вук
- Виктор Јовић као Давид
- Владимир Вучковић као Небојша Лазић
- Нина Нешковић као Елена Рогић
- Немања Јаничић као Конобар Роки
- Михајло Лаптошевић као Данко Јевремовић
- Бранко Видаковић као Анђелија Јевремовић
- Никола Шурбановић као Конобар Алекса
- Милан Пајић као Гвозден Шкоро
- Паулина Манов као Емилија
- Татјана Бељакова као тетка Благица
- Јована Миловановић као Сузана
- Сара Јовановић као Луна

## Епизоде
| Бр. еп. (укупно) | Бр. еп. (у сезони) | Наслов                            | Редитељ             | Сценариста     | Премијера       |
| --- | ------------------ | --------------------------------- | ------------------- | -------------- | --------------- |
| 160 | 1                  | „Сендвич проблема”                | Катарина Живановић  | Драган Николић | 8. април 2019.  |
| Сретен и Лила покушавају да реше Гојков и Терезин затегнути однос. Стиже и срећна вест за породицу. Ева се породила и родила девојчицу. Цеца има тешкоћа са Данком, али јој је тло под ногама затресла појава згодног Раше. |                    |                                   |                     |                |                 |
| 161 | 2                  | „Излет”                           | Катарина Живановић  | Драган Николић | 9. април 2019.  |
| Излет тројице Синђелића и једног Ристића не иде баш као што је смишљано. Раша се поново појавио па је Светлана, хтела-не хтела, морала да у своју „игру” увуче и Данка. Риста уз помоћ Елене покушава да докаже двоструки живот Касијиног дечка Немање. Сретеновом и Јездином конобару Рокију је позлило. |                    |                                   |                     |                |                 |
| 162 | 3                  | "Повратак на старо"               | Катарина Живановић  | Драган Николић | 10. април 2019. |
| Језда, Гојко и Федор су кренули у потрагу за несталим Сретеном. Уз помоћ шумара су успели да га нађу и да се врате кући. Риста и Елена су раскринкали Немању, а Касија је признала да јој је драго што има тако добре пријатеље. Методије и Ева су ћерки дали име Жана. |                    |                                   |                     |                |                 |
| 163 | 4                  | "Порођај"                         | Катарина Живановић  | Драган Николић | 11. април 2019. |
| Долазак једне труднице код Сретена и Језде у кафану покренуо је низ догађаја око питања „Шта је јунак”. Као исход тога је био омањи сукоб између Светлане и Јефимије јер се Јефимија наљутила на Светлану због преувеличавања Федора после порађања труднице чију је славу Језда „увалио” њему. Данко је код Ристе и Касије отворио телефон за доктора за љубав, а међу првим позиваоцима су били Гојко и Тереза.                         |                    |                                   |                     |                |                 |
| 164 | 5                  | "Јунаци"                          | Катарина Живановић  | Драган Николић | 12. април 2019. |
| Федор је постао познат због порођаја, али све се то променило када је позван да гостује у емисији. Тамо је признао ко је заправо породио жену чиме су постала два јунака. Тереза и Гојко су схватили ко су доктори за љубав. |                    |                                   |                     |                |                 |
| 165 | 6                  | "Зов природе"                     | Милан Тодоровић     | Драган Николић | 15. април 2019. |
| За доручком је Федор повео разговор о природним стварима, а Сретен је озбиљно почео да размишља о томе после једне омање незгоде са професорком Драганом. Шоне и Елена су натерали Ристу и Касију да закопају своје ратне секкире и помире се. Данко и Светлана су принуђени да живе код Језде и Јефимије, на Јездино незадовољство. |                    |                                   |                     |                |                 |
| 166 | 7                  | "Сексуална енергија"              | Милан Тодоровић     | Драган Николић | 16. април 2019. |
| После мале незгоде током предавања, Сретен је повредио кичму па је професорка Драгана одлучила да га измасира, а њихове звуке је Федор погрешно протумачио што је под знак питања довело предавање о сексуалној енергији. Језда и Јефимија имају тешкоћа са вођењем, али су их Данкови и Светланини савети усмерили на прави пут. Касија је рекла Ристи да више неће бити поново заједно.                                                 |                    |                                   |                     |                |                 |
| 167 | 8                  | "Татин рођендан"                  | Катарина Живановић  | Драган Николић | 17. април 2019. |
| Федоров оцу је рођендан. Због тога су Федор, Језда и Сретен отишли на Сребрно језеро како би то прославили, али су тамо открили да Федора ст. нема. Језда сумња да га Јефимија вара са свештеником па је ангажовао Гојка да то провери. Нова комшиница Луна је почела да се дружи са Касијом. |                    |                                   |                     |                |                 |
| 168 | 9                  | "На Сребрном језеру"              | Катарина Живановић  | Драган Николић | 18. април 2019. |
| Док Сретен, Језда и Федор траже Федора ст. на Сребрном језеру, Гојку је постало нелагодно да извршава Јездин задатак, а Касија је почела да сумња у Лунину природу. |                    |                                   |                     |                |                 |
| 169 | 10                 | "Отмица"                          | Катарина Живановић  | Драган Николић | 19. април 2019. |
| Сретен, Језда и Федор бивају отети због новца који је Федор ст. узео на превару од својих сарадника. Јефимија мисли да је језда вара, а Касија да је Луна клептоманка и психопата. |                    |                                   |                     |                |                 |
| 170 | 11                 | "Богатство"                       | Милан Тодоровић     | Драган Николић | 22. април 2019. |
| Откад му се улагање големо исплатило, Федор се потпуно променио − почео је да се понаша као богаташ. Иако Сретен није веровао да ће он од богатства да се промени, Федор је доказао да греши. Риста је почео да живи са Луном, а Светлана је прстен који је Данко чувао пријатељу схватила као просидбу. |                    |                                   |                     |                |                 |
| 171 | 12                 | "Утакмица"                        | Милан Тодоровић     | Драган Николић | 23. април 2019. |
| Пренос утакмице је. Међутим, Риста не може да је гледа са друштвом због Луне, али лукавством ипак присуствује, а Федор не може да је гледа са Сретеном и Јездом јер има састанак око улагања. Светлана је раскинула са Данком због неспоразума са прстеном, али је он успео да је запроси на јако романтичан начин. |                    |                                   |                     |                |                 |
| 172 | 13                 | "Улагања"                         | Милан Тодоровић     | Драган Николић | 24. април 2019. |
| Језда је пристао да учествује у улагањима на Федоров наговор, а прво улагање му је донело лепу пару. Данко и Светлана се спремају за свадбу, али је Сретен начуо нешто што је морао да каже Светлани, међутим, она је то погрешно протумачила. Тереза је позвала Давида кући како би видела како ће Гојко да реагује. |                    |                                   |                     |                |                 |
| 173 | 14                 | "Весеље"                          | Милан Тодоровић     | Драган Николић | 25. април 2019. |
| Данко и Светлана се венчавају, а недоумице око његовог неверства бивају решене на задовољство свих. Језда и Сретен су добили једну срећну и једну лошу вест − Језда чека дете и признао је Сретену да је ставио хипотеку на кафану јер му је Федор открио да су преварени. Касија и Риста су се помирили. |                    |                                   |                     |                |                 |
| 174 | 15                 | "Пакао"                           | Владимир Петровић   | Драган Николић | 26. април 2019. |
| Над Сретеном и Јездом су се надвили црни облаци јер немају новца да отплате хипотеку. Сретен размишља да прода кафану. Федор се после два месеца рада вратио из Грчке, а Језда не може очима да га види. Риста мисли да му је отац пун као брод па намерава да отвори кафић. Гојко, Деба, Вук и Давид су се потукли на часу. |                    |                                   |                     |                |                 |
| 175 | 16                 | "На продају (1. део)"             | Владимир Петровић   | Драган Николић | 29. април 2019. |
| Због дугова у које су запали, Сретен је одлучио да прода кафану, а Језда је морао на то да пристане. Због тога су заједно почели да крију продају од својих. Гојко и Давид су се помирили. Касија је почела да тражи посао. Федор је написао опроштајно писмо. |                    |                                   |                     |                |                 |
| 176 | 17                 | "На продају (2. део)"             | Владимир Петровић   | Драган Николић | 30. април 2019. |
| На вратима кафане Синђелића се појавила Емилија, а Сретен и Језда су јој притерани уза зид продали кафану и замолили је да не говори ништа о продаји како би се мислило да су они још власници. Светлана је отплатила Федоров дуг станом који јој је он поклонио па је он прешао код Сретена, а она код Језде и Јефимије. Гојко и Тереза су започели пријатељски однос.                                                                   |                    |                                   |                     |                |                 |
| 177 | 18                 | "Дно дна"                         | Владимир Петровић   | Драган Николић | 1. мај 2019.    |
| После низа уведених промена у кафани, Сретен је после Јездине оставке напустио посао. Федор је успео да пронађе посао − додуше шетача пса, а после Светланине прича сви мисле да се запослио као комерцијални директор у једном салону кола. Гојко је замолио Ристу за помоћ око Терезе. Касија је добила посао у школи. |                    |                                   |                     |                |                 |
| 178 | 19                 | "Нови посао"                      | Владимир Петровић   | Драган Николић | 2. мај 2019.    |
| Језда и Сретен су пронашли нови посао у једној продавници као промотери домаћег кајмака, а Федор је случајно налетео на њих и открио их. Њих тројица су се договорили да ништа не говоре о промотерском послу, али су Лила и Јефимија дошле у кафану и тамо срели нову власницу којој су уписали дете у школу. Гојко и Риста покушавају да направе „педера” од Алексе због Терезе.                                                        |                    |                                   |                     |                |                 |
| 179 | 20                 | "Лагање"                          | Владимир Петровић   | Драган Николић | 3. мај 2019.    |
| Након Лилиног и Јефимијиног открића о кафани, Језда и Сретен покушавају на све начине да одрже привид да је кафана и даље њихова не знајући да њих две знају све. Гојко је рекао Терези да је Алекса педер чиме му је несвесно помогао да гледа њу и Касију како се пресвлаче. Језда и Сретен су уз Лилину и Јефимијину помоћ успели да се врате на посао у кафани, а Федор је искористио породичну здравицу како би свима нешто признао. |                    |                                   |                     |                |                 |
| 180 | 21                 | "Тетка зове"                      | Катарина Живановић  | Драган Николић | 6. мај 2019.    |
| Јездиној и Сретеновој тетки је пукла цев у кући па су њих двојица са Лилом и Јефимијом отишли тамо да јој помогну, а тамо су открили невероватну ствар. Риста и Касија се спремају за заједнички живот. Тереза је предложила Гојку да направе журку за Алексу, а Гојко и даље покушава да се избори за Терезу. Федор и Светлана су почели да мењају Сретена и Језду у кафани док се не врате.                                             |                    |                                   |                     |                |                 |
| 181 | 22                 | "Копиле"                          | Катарина Живановић  | Драган Николић | 7. мај 2019.    |
| Сретен и Језда су открили Лили и Јефимији шта их брине, а потом су позвали оца Небојшу, јер он зна све сеоске трачеве, како би им помогао да открију да ли је Сретен заиста плод прељубе. Федор, Риста и Светлана покушавају да „уклопе” Сузану, ћерку нове власнице кафане Емилије, у ритам Београда. Касија је подсетила Ристу на стан. Гојко је објаснио Алекси о чему се ради са Терезом.                                             |                    |                                   |                     |                |                 |
| 182 | 23                 | "Журка"                           | Катарина Живановић  | Драган Николић | 8. мај 2019.    |
| Журка коју је Тереза направила за Алексу, а на коју је Риста дошао са Сузаном, завршила се бањавањем Сретена, Језде, Лиле, Јефимије и Сретенове и Јездине тетке Благице. Гојко је обавио задатак који му је Сретен поверио. ДНК испитивање је показало да Сретен јесте син свога оца. Федор је и по повратку браће Синђелића наставио да ради у кафани.                                                                                   |                    |                                   |                     |                |                 |
| 183 | 24                 | "Штедња"                          | Катарина Живановић  | Драган Николић | 9. мај 2019.    |
| Пошто је стање у кући Синђелића постало ванредно, породица је присиљена да пази на сваки динар. Како би решили питање новца, Федор је предложио Емилији да набаве електрични роштиљ, а Сретену је објаснио да ће тако најбоље повећати пазар кафани. Риста је преко Шонета ушао у посао заморчића. |                    |                                   |                     |                |                 |
| 184 | 25                 | "Роштиљ"                          | Милан Тодоровић     | Драган Николић | 10. мај 2019.   |
| Сретен и Федор су убацили електрични роштиљ у кафану како би брже зарадили велики новац, али није све ишло како су смислили. Дивна је почела да се меша у одгајање деце. Касија је почела да губи поверење у Ристу. |                    |                                   |                     |                |                 |
| 185 | 26                 | "Маркице"                         | Милан Тодоровић     | Драган Николић | 13. мај 2019.   |
| После првог разговора у вези продаје маркица, Дивна је пренела Лили да је купац одлучио да понуди само 45 евра па су њих две смислиле како да „продају” маркице за много већу цену. Језда је пронашао Федорово опроштајно писмо и одлучио да пронађе свог пријатеља како би му сачувао живу главу. |                    |                                   |                     |                |                 |
| 186 | 27                 | "Утакмица (прича друга)"          | Милан Тодоровић     | Драган Николић | 14. мај 2019.   |
| Пошто Емилија не да да се у кафану убаци телевизор, Федор је смислио како ће он, Сретен и Језда на други начин гледати утакмицу Звезда-Олимпија. Лила је дала Терези задатак да уклопи Емилијину ћерку Сузану у друштво. Ристино понашање због дејства лекова је све чудније и чудније. |                    |                                   |                     |                |                 |
| 187 | 28                 | "Ђаво лично"                      | Милан Тодоровић     | Драган Николић | 15. мај 2019.   |
| Док је била на свадби свог супруга са Федором, Емилија је замало направила лом због његовог понашања. Исто се десило и Лили са Сузаном. Језда, Сретен и Федор су успели да „искамче” телевизор за кафану. Риста је признао Касији због чега се чудно понашао. |                    |                                   |                     |                |                 |
| 188 | 29                 | "Представа"                       | Милан Тодоровић     | Драган Николић | 16. мај 2019.   |
| Коља има тешкоћа јер игра у једној представи, али га превише ухватила трема и не може лако да научи текст. Федор се до ушију заљубио у Емилију, а не зна да се њој свиђа њен заступник. Риста је „склопио посао” са Гојком око решења за контролни. |                    |                                   |                     |                |                 |
| 189 | 30                 | "Коља"                            | Милан Тодоровић     | Драган Николић | 17. мај 2019.   |
| Како би помогао Кољи да превазиђе трему због представе, Сретен му је обећао да ће певати пред публиком (од чега он сам има трему). Федор је почео да шаље Емилији тајне знакове да му се свиђа, али су му касније Лила и Светлана рекле да се њој свиђа њен заступник Ђорђе. Ристина и Шонетова муљажа са контролним је пошла по злу. |                    |                                   |                     |                |                 |
| 190 | 31                 | "Муке"                            | Владимир Петровић   | Драган Николић | 20. мај 2019.   |
| Федор је потиштен и тужан јер Емилија мисли да јој је заступник послао цвеће па покушава да га смува. Риста и Шоне су „подметнули пожар” у школи и украли контролне које су Гојко и његови другови из разреда радили како се не би открило муљање са истим. Сретен и Коља и даље не могу да победе своје страхове, али долазак Сретеновог и Јездиног старог друга Драгољуба је све то променио.                                           |                    |                                   |                     |                |                 |
| 191 | 32                 | "Пресуда"                         | Владимир Петровић   | Драган Николић | 21. мај 2019.   |
| Због пребрзе вожње и подметања казни Дивни, Језда је осуђен на шестомесечну казну затвора уместо које може и да одради неки добротворни рад. Јефимија га је натерала да ради у вртићу. Риста и Шоне су почели да држе предавања дечацима како да буду готивни и смувају девојке. |                    |                                   |                     |                |                 |
| 192 | 33                 | "Васпитач"                        | Владимир Петровић   | Драган Николић | 22. мај 2019.   |
| Језда је почео свој добротворни рад као васпитач у једном вртићу, али је рад убрзо доживео крах због његовог недоличног „васпитања”. Када је ухватио Касију и Алексу у мало чудном положају, Риста је своја предавања о мувању девојака променио у предавања томе како девојке варају момке. |                    |                                   |                     |                |                 |
| 193 | 34                 | "Суноврати"                       | Владимир Петровић   | Драган Николић | 23. мај 2019.   |
| Када је мали Веља добио напад астме, Језда је морао да га одвезе до апотеке због чега је настао неспоразум када су их зауставили саобраћајци па је Језда завршио у притвору. Риста је добио отказ у школи јер је Јефимија случајно открила какве је „часове” он деци држао. Риста је такође раскинуо са Касијом јер мисли да га она вара.                                                                                                 |                    |                                   |                     |                |                 |
| 194 | 35                 | "Журка (прича друга)"             | Владимир Петровић   | Драган Николић | 24. мај 2019.   |
| Пошто се њеној ћерки приближило пунолетство, а она није знала како да јој направи прославу истог, Федор је преузео спремање прославе и наредио Ристи да све среди око тога. Риста је средио време почетка прославе, а позивање гостију је „уступио” Гојку и Терези. Језда има тешкоћа са Јефимијиним буџетом за ствари за будуће дете. |                    |                                   |                     |                |                 |
| 195 | 36                 | "Рођендан (прича прва)"           | Владимир Петровић   | Драган Николић | 27. мај 2019.   |
| Прослава Сузаниног рођендана је званично почела, а када је она Ристи тражила џоинт, он је био принуђен да на рођендан позове и Шонета да донесе све што треба за џоинт, али је вутра несрећним случајем завршила на вечери код Сретена, Језде, Лиле и Јефимије. Док су се враћали са излета, Федору и Емилији су кола улетела у јарак. |                    |                                   |                     |                |                 |
| 196 | 37                 | "Рођендан (прича друга)"          | Катарина Живановиић | Драган Николић | 28. мај 2019.   |
| Сузанина рођенданска прослава је довела до многих обрта, али и до нежељених открића. |                    |                                   |                     |                |                 |
| 197 | 38                 | "Пантомима"                       | Катарина Живановиић | Драган Николић | 29. мај 2019.   |
| Како би доказао да није ограничен, Сретен је после једне изгубљене партије пантомиме заказао реванш Лили, али ни реванш није прошао онако како је он замислио. Језда и Јефимија су кренули на течајеве из порађања. Како би се осветили Сузанином оцу због неприкладног рођенданског поклона, Гојко је изнео замисао да му потроше све паре са картице.                                                                                   |                    |                                   |                     |                |                 |
| 198 | 39                 | "Састав"                          | Катарина Живановиић | Драган Николић | 30. мај 2019.   |
| Коља је добио задатак да напише састав, али се на крају испоставило да он за то није надарен. Тетка Благица је дошла у Београд. Гојко и Тереза су отишли са друштвом у провод како би ојадили Сузаниног оца. |                    |                                   |                     |                |                 |
| 199 | 40                 | "Језда"                           | Катарина Живановиић | Драган Николић | 31. мај 2019.   |
| Пошто је мислио да ће од свог сина направити животињу исто као што је његов отац направио од њега, Језда је отишао претходно оставивши Јефимији опроштајно писмо. Гојко и Тереза су решили да са друштвом купе нешто Сузани. Кад је из приче тетке Благице схватио какав је у ствари, Језда се вратио таман да види своје дете са Јефимијом на ултразвуку.                                                                                |                    |                                   |                     |                |                 |
| 200 | 41                 | "Горе-доле"                       | Катарина Живановиић | Драган Николић | 3. јун 2019.    |
| Да би се извукли из новчане кризе, Сретен је уплатио тикет у кладионици, међутим, добио је само за карте за утакмицу. Да ствар буде гора, на послу је искрсао дуг за пића од 2000 динара јер је Језда заборавио да пошаље једну фактуру. Риста је пронашао посао, међутим, не онакав какав се надао. |                    |                                   |                     |                |                 |
| 201 | 42                 | "Љубавни занос"                   | Катарина Живановиић | Драган Николић | 4. јун 2019.    |
| Федорова и Емилијина љубав цвета, међутим, Емилија је почела да страхује како ће Сузана то прихватити, а додатну потешкоћу је створило то што је Емилија видела њу и Ристу у пријатељском загрљају који јој се учинио другачије. Језда је поново запао у „непријатрељску унакрсну ватру” доласком таште Анђелије. |                    |                                   |                     |                |                 |
| 202 | 43                 | "Судбина"                         | Катарина Живановиић | Драган Николић | 5. јун 2019.    |
| Док је Језда терао „пиле” да скине кринку и покаже лице, телефон му је зазвонио и Светлана му је јавила да је Јефимији почео порођај. „Пиле” их је одвезло колима, али су упали у шпиц и преко телефона чули да се Јефимија породила. „Пиле” је тада од радости скинуло кринку и показало Језди да је то у ствари Риста. Славље у болници је прекинула тужна вест − Лила је имала удес.                                                   |                    |                                   |                     |                |                 |
| 203 | 44                 | "Село"                            | Владимир Петровић   | Драган Николић | 6. јун 2019.    |
| Пошто се ни четири месеца касније Лила није пробудила из коме, Сретен је одлучио да оде са синовима на село, а Тереза је отишла код свог оца. Иако је Гојко на селу нашао девојку, њему и Кољи ипак тамо није било као у граду па су замолили Језду да их врати кући, а онда се и Сретен са њима вратио. |                    |                                   |                     |                |                 |
| 204 | 45                 | "Сретен"                          | Владимир Петровић   | Драган Николић | 7. јун 2019.    |
| Сретену је све лошије и лошије због тога што је Лила у коми па породица покушава да му помогне како зна и уме. Гојко и Коља су га једва натерали да убеде Терезу да остане са њима. |                    |                                   |                     |                |                 |
| 205 | 46                 | "Данко и Жилијен"                 | Владимир Петровић   | Драган Николић | 10. јун 2019.   |
| Данко се вратио са брода. Сви су срећни због тога, а понајвише Светлана. Из Тулуза је дошао син Методијевог газде Живојин кога сви зову „Жилијен”. Сретен је добио новац од осигурања због Лилине коме и размишља да њиме откупи своју кафану. |                    |                                   |                     |                |                 |
| 206 | 47                 | "Купац"                           | Владимир Петровић   | Драган Николић | 11. јун 2019.   |
| Како би спасили кафану, Језда и Сретен су обучили свог бившег конобара Рокија да глуми купца Емилији и одуговлачи док њим банка не одобри кредит, али је настао куршлус када се Роки у кафани срео са Сузаном која га је препознала. Када је сазнао шта се десило, Федор је за спас у задњи час довео Данка. |                    |                                   |                     |                |                 |
| 207 | 48                 | „Кум”                             | Владимир Петровић   | Драган Николић | 12. јун 2019.   |
| Синђелићи и Ристићи су прославили повратак кафане у руке Сретена и Језде, међутим, настала је друга ствар јер Језда и Јефимија не могу да нађу кума да им крсти дете. До већег неспоразума је дошло када су њих двоје разговарали са Федором и Данком одвојено о томе да буду кумови. |                    |                                   |                     |                |                 |
| 208 | 49                 | „Нека најбољи победи”             | Владимир Петровић   | Драган Николић | 13. јун 2019.   |
| Када су Федор и Данко прочитали у нотесу шта су Језда и Светлана написали о њима као о кандидатима за кума, обојица су се повукли, а Језда и Јефимија су били принуђени да за кума узму Живојина. Док се враћао са Касијом из куповинe, Живојин је успео да је најбрже што је могао одвуче до кола како не би видела Ристу у "пословном оделу".                                                                                           |                    |                                   |                     |                |                 |
| 209 | 50                 | „Крштење”                         | Владимир Петровић   | Драган Николић | 14. јун 2019.   |
| Дошао је дан крштења Јездиног и Јефимијиног сина Филипа, али је настала незгода када су га Данко и Светлана случајно оставили закључаног у стану, а кључ у брави унутра. Риста и Живојин су завршили у притвору због туче у дискотеци. У истом притвору је завршио и Данко јер су полицајци мислили да је обијао стан. |                    |                                   |                     |                |                 |
| 210 | 51                 | „Поротник”                        | Владимир Петровић   | Драган Николић | 17. јун 2019.   |
| Иако се пре три месеце пробудила из коме, кома је на Лилу оставила трага у виду памћења јер она мисли да је 2013. година. Сретен је позван да буде поротник на суђењу једном убици, али из страха не сме. Језда мисли да га Јефимија вара. Пошто се поново вратио да живи код Синђелића јер је избачен из дома, Алекси су Гојко и Тереза почели да смештају незгоде како би га Сретен избацио.                                            |                    |                                   |                     |                |                 |
| 211 | 52                 | „Фризерај и пресуда”              | Владимир Петровић   | Драган Николић | 18. јун 2019.   |
| Како би некако орасположили Светлану, Данко и Федор су јој предложили да уради Ристи фризуру, а она је после њега и њима урадила фризуре, међутим, то и није испало баш како треба. Суђење на ком је Сретен био поротник се завршило на најбољи могући начин. |                    |                                   |                     |                |                 |
| 212 | 53                 | „Нова правила”                    | Владимир Петровић   | Драган Николић | 19. јун 2019.   |
| Сретен је у кући увео нове мере како би "довео омладину у ред". Данко је у кафану увео новитете како би зарада порасла, али се Језда не слаже са тиме. Риста се запослио и постао љубавник своје шефице. |                    |                                   |                     |                |                 |
| 213 | 54                 | „Кафеџије”                        | Владимир Петровић   | Драган Николић | 20. јун 2019.   |
| Језда је решио да се пензионише због новонасталих промена у кафану. Како би га задржао у кафани, Данко је решио да направи са њим споразум у чему је успео. Федор је добио отказ. |                    |                                   |                     |                |                 |
| 214 | 55                 | „Трудница и мотор”                | Владимир Петровић   | Драган Николић | 21. јун 2019.   |
| Десило се чудо − Гојко је учио и поправио оцене. Међутим, иза тога се крила тајна намера − Гојко је хтео да Сретен испуни обећање и купи му мотор. Касија је открила да је трудна. Риста је добио позив да оде у хотел са шефицом, међутим поруку је случајно видео и погрешно протумачио Федор. |                    |                                   |                     |                |                 |
| 215 | 56                 | „Трудница и мотор (прича друга)”  | Владимир Петровић   | Драган Николић | 24. јун 2019.   |
| На прегледу код гинеколога, Касија је открила да је у питању лажна трудноћа. Гојко је успео да добије мотор од Сретена, али да вози моћи ће тек кад постане пунолетан. Због једног непријатног сусрета, Федоров и Ристин однос се јако затегао. Риста је дао оставку. |                    |                                   |                     |                |                 |
| 216 | 57                 | „Психолог”                        | Катарина Живановић  | Драган Николић | 25. јун 2019.   |
| Како би помогао Гвоздену да се осамостали и пронађе свој стан, Сретен га је примио у кућу док не нађе свој стан. Риста је затекао Касију и Федора на полигону за полагање вожње и погрешно протумачио све. Језда је купио Јефимији чизме са леопардовим шарама за годишњицу. |                    |                                   |                     |                |                 |
| 217 | 58                 | „Посвађане”                       | Катарина Живановић  | Драган Николић | 26. јун 2019.   |
| Пошто су се Јефимија и Светлана споречкале па је ствар прерасла у жучну свађу, Данко је дошао на замисао да он и Језда натерају њих две да се наљуте на њих двојицу како би се помириле. Гвозденов боравак код Сретена се завршио. |                    |                                   |                     |                |                 |
| 218 | 59                 | „Мирослав и Саманта”              | Катарина Живановић  | Драган Николић | 27. јун 2019.   |
| Сретена, Језду и Федора је посетио стари друг Мирослав кога нису видели преко 20 година. Међутим, он је касније умро од срчаног удара, а пепео његовог оца је остао код њих. У кућу Синђелића је дошла Саманта, ђак на размени из Америке. |                    |                                   |                     |                |                 |
| 219 | 60                 | „Удри”                            | Катарина Живановић  | Драган Николић | 28. јун 2019.   |
| Сретен, Језда и Федор су кренули на пут како би пронашли Мирославову родбину и "уручили" им урну са пепелом његовог оца. На путу је било бројних малера. Гојко је направио журку кући за Саманту. Када је Цеца напала Данка да ју је преварио, психолог Гвозден је решио целу ствар. |                    |                                   |                     |                |                 |
| 220 | 61                 | „Сенка”                           | Катарина Живановић  | Драган Николић | 1. јул 2019.    |
| Како би помогли Федору да се уозбиљи, Сретен и Светлана су одлучили да га смувају са недавно придошлом професорком енглеског језика Сенком, међутим, касније су открили да је она глумила у једној црногорској сапуници. Риста и Касија су завршили заједно. |                    |                                   |                     |                |                 |
| 221 | 62                 | „Сенка (прича друга)”             | Катарина Живановић  | Драган Николић | 2. јул 2019.    |
| Папараци су због Сенке и даље облетали око Синђелића као лешинари, али су на крају Сретен и Језда успели да их се реше. Сенка је због папараца морала да се пресели код Сретена. Гојко је одлучио да постане јутјубер. |                    |                                   |                     |                |                 |
| 222 | 63                 | „Телевизор”                       | Владимир Петровић   | Драган Николић | 3. јул 2019.    |
| Пошто му је стари цркао, Сретен је одлучио да купи нови телевизор како би могао да гледа утакмицу. Светлана је одлучила да заједно са Данком наговори Језду да потпише да његов син Филип може да сними рекламу. |                    |                                   |                     |                |                 |
| 223 | 64                 | „Зомбији”                         | Владимир Петровић   | Драган Николић | 4. јул 2019.    |
| Гојко је дошао на замисао да он и његова "багра" "сниме зомбија" у школи скривеном камером, међутим, Тереза и Сузана су их надмудриле на веома маштовит начин. Јефимија је саопштила Светлани и Сенки да министарство хоће да прода школу. |                    |                                   |                     |                |                 |
| 224 | 65                 | „Сестра”                          | Владимир Петровић   | Драган Николић | 5. јул 2019.    |
| У Београд се вратила Ана, жена која треба да поднесе министарству извештај о Јефимијиној школи и њеним запосленима како би се видело кога треба отпустити. Међутим, Ана није само жена из министарства. Из Аустралије је дошао Јездин и Сретенов рођак који је одсео код Светлане и Федора. |                    |                                   |                     |                |                 |
| 225 | 66                 | „Суноврат, суноврат, суноврат...” | Владимир Петровић   | Драган Николић | 8. јул 2019.    |
| Стање у школи је довело до тога да Гвозден добије отказ, а Јефимија, Светлана, Касија и остатак кадра ступе у обуставу рада док се Гвозден не врати на посао. Сретенов и Јездин рођак Михајло се отровао кобасицама у кафани које је Данко случајно покварио. |                    |                                   |                     |                |                 |
| 226 | 67                 | „Медени месец”                    | Милан Тодоровић     | Драган Николић | 9. јул 2019.    |
| Како би удовољио Светлани, а по наговору Језде и Ферода, Данко је одлучио да им уплати хотел на Дивчибарама. Међутим, изненадио се када је чуо да је Светлана уплатила исти хотел. Ствар са двокреветним собама се решила тако што су у једну "ускочили" Федор и Сенка. Коља је оптужен да је украо школску камеру, а Тереза има богиње.                                                                                                  |                    |                                   |                     |                |                 |
| 227 | 68                 | „Медени месец (прича друга)”      | Милан Тодоровић     | Драган Николић | 10. јул 2019.   |
| Светланин, Федоров, Данков и Сенкин одмор се приближио крају. Све се лепо завршило. Једино је Федор имао мању незгоду са руком која је лако решена. Сретен и Лила су решили ствар са украденом камером. Шоне се обратио Касији за помоћ око Милице. |                    |                                   |                     |                |                 |
| 228 | 69                 | „Не дамо школу”                   | Милан Тодоровић     | Драган Николић | 11. јул 2019.   |
| Како би се обезбедио наставак рада школе, Сретен је на родитељском савету покренуо побуну за њено спашавање, а Светлана, Јефимија и Касија су то једва дочекале. Језда, Федор, Јефимија и Данко су схватили да их је опљачкала иста особа. Гојко покушава да допре до Терезе како би му се вратила. |                    |                                   |                     |                |                 |
| 229 | 70                 | „Не дамо школу (прича друга)”     | Милан Тодоровић     | Драган Николић | 12. јул 2019.   |
| Сретен је после опширног сагледавања Аниног предлога донео одлуку да подржи исти, али је после Кољиног отпора решио да пређе на његову страну. Гојко је наместио неколико догађаја са својим друговима како би задивио Терезу. Риста је запросио Касију. |                    |                                   |                     |                |                 |

## Филмска екипа
- Извршни продуценти: Сретен Јовановић 
 Вук Вукићевић
- Адаптација сценарија:Драган Николић
- Помоћник редитеља: Емилија Гајић 
 Небојша Јеринић
- Монтажа:Дејан Луковић 
 Гаврило Јовановић 
 Маријана Гајић
- Директор фотографије:Радослав Владић 
 Дарко Станојев
- Сценографија: Никола Јовановић
- Костим: Јелена Здравковић
- Режија: Катарина Живановић 
 Милан Тодоровић 
 Владимир Петровић